# ボスニア・ヘルツェゴビナ時間
ボスニア・ヘルツェゴビナの標準時は現在、中央ヨーロッパ時間（UTC+1、CET）が使用されている。また、夏時間も実施されている。夏時間は中央ヨーロッパ夏時間（UTC+2、CEST）が使用されている。

## 夏時間
夏時間は3月の最終日曜日から10月の最終日曜日の期間で実施されている。

## IANA time zone database
IANA time zone databaseのzone.tabには、ボスニア・ヘルツェゴビナの標準時が1つ含まれている。
| 国コード | 座標        | TZ              | 注釈 | 協定世界時との差 | 夏時間 | 備考                                      |
| -------- | ----------- | --------------- | ---- | ---------------- | ------ | ----------------------------------------- |
| BA       | +4352+01825 | Europe/Sarajevo |      | +01:00           | +02:00 | Europe/Belgrade（セルビア時間）へのリンク |